# ウィンターヘイブン (フロリダ州)
ウィンターヘイブン （英: Winter Haven）は、アメリカ合衆国フロリダ州ポーク郡の都市。人口は4万9219人（2020年）で、ポーク郡では2番目に人口の多い都市である。レイクランド・ウィンターヘイブン都市圏の主要都市である。

## 歴史

### 前史時代
ウィンターヘイブンとなった地域に最初に棲んでいたのはティムクア族やカルーサ族のインディアンだった。1500年代初期にスペインがフロリダを探検して以来、これらの部族は戦争と病気で深刻な影響を受けた。エルナンド・デ・ソトの遠征の影響を特に受けたのがティムクア族だった。19世紀になるまでに両部族とも存在しなくなっていた。これら遠征の間にスペイン探検家がフロリダ半島全体をスペイン王の領土と宣言していた。
19世紀、クリーク族とセミノール族がこの地域に住んだことが分かっている。19世紀前半のセミノール戦争のときに、セミノール族指導者チプコとその追随者がウィンターヘイブン地域に住んだとされている。ウィンターヘイブンの内外で戦争中に何度か小戦闘が起こった。

### 19世紀
1819年、アダムズ＝オニス条約が結ばれ、アメリカ合衆国はフロリダの支配権を得た。この地域で最初のアメリカ人すなわちヨーロッパ人は、1842年武装占領法によって入植を奨励された。この法は第二次セミノール戦争の後でインディアンの人口を減らす方法として、特に白人人口を増やすために創設された。インディアンに対して積極的に自らを守る意志がある開拓者に、寛大な土地払い下げなど動機付けがあったので、この法律名称が付けられた。
1840年代から1850年代、アメリカ合衆国政府は地域で最初の測量を行わせた。ヘンリー・ワシントンが1843年に地域初の測量を行った。1849年、ジョン・ウェストコット博士が地域の広範な測量を完成させ、地元にある多くの湖の地図を作った。地域最初の地図は1854年にアメリカ合衆国政府が発行した。1883年、ヘンリー・プラントとプラント・システムのために働いたヘンリー・ヘインズ大佐が、ポーク郡を通る最初の鉄道を建設し、ウィンターヘイブンの真北を通した。ウィンターヘイブン市内にあるヘインズ湖は、ヘインズ大佐に因む命名である。
鉄道の開通で地域でも初の実質的に成長が始まった。1884年、町の区画割りが行われ、最初はハリスコーナーズと呼ばれた。この名前はこの頃に地域初の商店を開いたF・A・K・ハリスに因むものだった。後に地域の快適な気候からウィンターヘイブンという名前が提案された。

### 20世紀初期
19世紀末までに人口は400人程度まで成長し、1911年にウィンターヘイブン市が法人化された。チェイン・オブ・レイクス運河が1915年に始められた。1920年代に最初のフロリダ・ブームが起こり、半島全体に多くの町が生まれた。フロリダが住むための場所として、また訪れるための場所として認識されたのが1920年代だったが、世界恐慌のために成長が鈍化し、第二次世界大戦が終わるまではその状況だった。1926年にウィンターヘイブン病院が設立され、以降市内で活動している。
この時期に人口がしっかりと増加し始めた。多くの美しい一戸建て家屋が、植民地復活様式で建設された。今日、これら家屋の50軒以上がアメリカ合衆国国家歴史登録財に指定されている。それらは建築様式と優美さで著名になった。これら歴史的家屋の大半はインターラーケン地区にある。市内にはインターラーケン、ポープ・アベニュー、ウィンターヘイブン・ハイツ、中心街と4つの歴史地区がある。

### 成長と発展の時代
1930年、ジョージ・W・ジェンキンスが市内初のスーパーマーケットである「パブリクス」を開店した。その2番店で初の1軒建ちパブリックスは、大きさが8.2メートルと19.8メートルあり、1935年にウェストセントラル・アベニュー199に開店したものが、現在もリジェネレーション（再生）中古品店として残っている。1930年代から1940年代、柑橘類で大立て者になったジョン・A・スナイブリーが、世界最大級の果物加工工場を創業した。
ウィンターヘイブンでもう1つ大きな出来事は、1936年にディック・ポープ・シニアと妻のジュリーがサイプレス・ガーデンズを開いたことだった。この夫妻は購読していた雑誌「グッド・ハウスキーピング」からこの庭園のアイディアを得た。夫妻はアメリカで初のテーマパークを創設し、1950年代には全国に知られるものとなった。そこでは美しい植物園、水上スキーのショーが見られ、南部婦人のスタッフがいた。当時ここを訪れた著名人としては、エルヴィス・プレスリー、フランク・シナトラ、ベティ・グレイブル、ヨルダンのフセイン国王がいた。1980年代、アンホイザー・ブッシュ・コーポレーションがこの公園を買収した。この会社は1995年まで公園の運営を続けた。その後は、苦難の時代があり、2009年に完全に閉鎖された。2010年1月21日、サイプレス・ガーデンズの場所が正式にレゴランド・フロリダ・リゾートの場所に選定されたと報道され、2011年10月15日に開園となった。レゴランド・フロリダは最新式の世界的なテーマパークであり、当初の植物園や水上スキーショーなど始めからある伝統と歴史を幾らか引き継ぐことに成功した。
ウィンターヘイブン市内には、サラソータ建築学校設立者の1人であるジーン・リーディが設計した建物が多い。ウィンターヘイブン病院の女性用病院であるリージェンシー医療センターが1987年に建設された。
サイプレス・ガーデンズ・ブールバードとアメリカ国道17号線の角にあるオレンジ・ドームは1964年に建設された。ここでは48年間にわたって柑橘類祭など公的な行事を開催してきた。2012年2月、オレンジ・ドームが解体され、チェイン・オブ・レイクス複合施設にホテル、アパート、新しい映画館が造られることになった。しかしファストフード・チェーンの店3軒が作られた後に、計画そのものが崩壊した。現在、開発業者と市が、その場所の今後について交渉を行っている。

## 地理

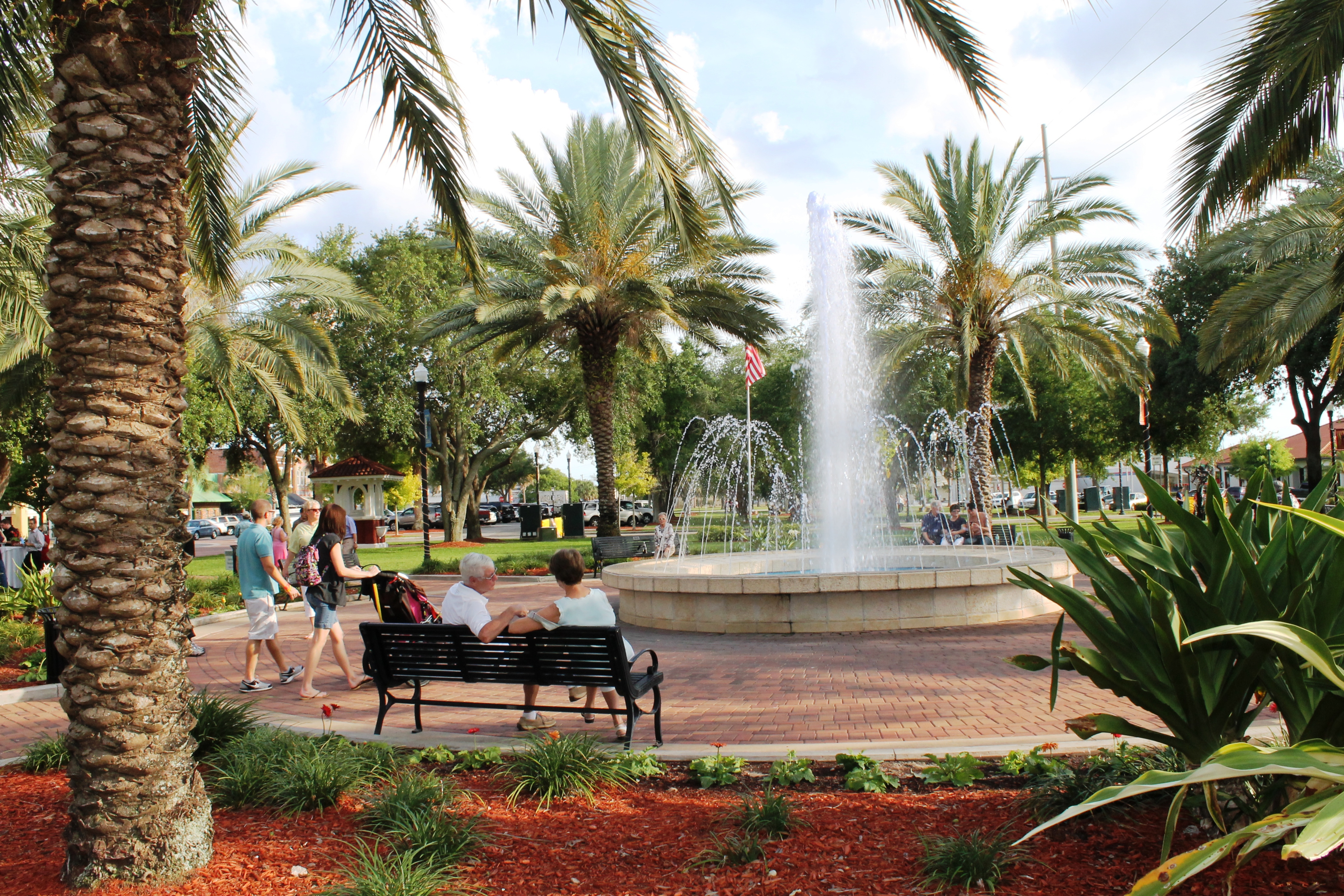
中心街のファウンテン・ウォーク

アメリカ合衆国国勢調査局に拠れば、市域全面積は25.4平方マイル (66 km2)であり、このうち陸地17.7平方マイル (46 km2)、水域は7.7平方マイル (20 km2)で水域率は30.45%である。大西洋海岸平原の中央フロリダ高原の中に位置し、全体的に平らな土地にところどころ穏やかにうねる丘が配されている。平均標高は44.5メートルである。ピース川の水源がある。

### 湖
ウィンターヘイブン市内には、有名なチェイン・オブ・レイクスを含め50の湖がある。これらの湖が市の最も特徴的外観である。「チェイン・オブ・レイクス都市」と自称してもいる。湖の並び（チェイン）がはっきりしたものが2列ある。北側の並びは9つの湖があり、運河で繋がれている。南の並びが大きく、湖の数は16、やはり一連の運河で繋がれている。南の列にはエロイーズ湖、ハワード湖、ルル湖など著名な湖が多い。2011年、6年の建設と政治的抗争の後で、2つの湖列を繋ぐ運河の閘門が完成した。市内にある湖の大半は、土地の石灰岩が溶解して陥没するという形で造られてきた。これらの湖は「ソリューション湖」（溶解湖）と呼ばれる。これらの湖ではアリゲーター、ハクトウワシ、オオアオサギなどの野生生物が生息している。バス釣りでは世界に知られた所である。

### 気候
ウィンターヘイブン市は温暖湿潤気候（ケッペンの気候区分Cfa）にある。一年の大半を通じて温かい熱帯性の気候があり、寒くならないので現在の市名がある。年間平均気温は73.2°F (23 ℃) である。年間平均降水量は50.3インチ (1280 mm) ある。夏は6月から9月であり、大西洋ハリケーン・シーズンの最盛期を含み、年間では雨の多い季節である。この4か月だけで平均降水量は29.7インチ (750 mm) となり、年間降水量の半分を超えている。
| ウィンターヘイブンの気候  | ウィンターヘイブンの気候 | ウィンターヘイブンの気候 | ウィンターヘイブンの気候 | ウィンターヘイブンの気候 | ウィンターヘイブンの気候 | ウィンターヘイブンの気候 | ウィンターヘイブンの気候 | ウィンターヘイブンの気候 | ウィンターヘイブンの気候 | ウィンターヘイブンの気候 | ウィンターヘイブンの気候 | ウィンターヘイブンの気候 | ウィンターヘイブンの気候 |
| 月                        | 1月                      | 2月                      | 3月                      | 4月                      | 5月                      | 6月                      | 7月                      | 8月                      | 9月                      | 10月                     | 11月                     | 12月                     | 年                       |
| ------------------------- | ------------------------ | ------------------------ | ------------------------ | ------------------------ | ------------------------ | ------------------------ | ------------------------ | ------------------------ | ------------------------ | ------------------------ | ------------------------ | ------------------------ | ------------------------ |
| 最高気温記録 °F （°C）    | 89 (32)                  | 92 (33)                  | 94 (34)                  | 98 (37)                  | 100 (38)                 | 103 (39)                 | 100 (38)                 | 100 (38)                 | 98 (37)                  | 96 (36)                  | 91 (33)                  | 92 (33)                  | 103 (39)                 |
| 平均最高気温 °F （°C）    | 74 (23)                  | 76 (24)                  | 80 (27)                  | 84 (29)                  | 89 (32)                  | 92 (33)                  | 93 (34)                  | 92 (33)                  | 90 (32)                  | 85 (29)                  | 79 (26)                  | 74 (23)                  | 84.0 (28.9)              |
| 平均最低気温 °F （°C）    | 51 (11)                  | 52 (11)                  | 56 (13)                  | 60 (16)                  | 66 (19)                  | 71 (22)                  | 72 (22)                  | 73 (23)                  | 72 (22)                  | 66 (19)                  | 59 (15)                  | 52 (11)                  | 62.5 (16.9)              |
| 最低気温記録 °F （°C）    | 19 (−7)                  | 25 (−4)                  | 23 (−5)                  | 32 (0)                   | 46 (8)                   | 50 (10)                  | 59 (15)                  | 62 (17)                  | 59 (15)                  | 44 (7)                   | 22 (−6)                  | 19 (−7)                  | 19 (−7)                  |
| 降水量 inch （mm）        | 2.39 (60.7)              | 2.57 (65.3)              | 3.36 (85.3)              | 2.21 (56.1)              | 3.68 (93.5)              | 6.91 (175.5)             | 8.12 (206.2)             | 7.52 (191)               | 6.16 (156.5)             | 2.64 (67.1)              | 2.43 (61.7)              | 2.23 (56.6)              | 50.22 (1,275.6)          |
| 出典：The Weather Channel |                          |                          |                          |                          |                          |                          |                          |                          |                          |                          |                          |                          |                          |

## 人口動態
以下は2000年国勢調査による人口統計データである。
| 基礎データ - 人口: 26,487 人 - 世帯数: 11,833 世帯 - 家族数: 6,934 家族 - 人口密度: 578.4人/km2（1,498.3 人/mi2） - 住居数: 13,912 軒 - 住居密度: 303.8軒/km2（787.0 軒/mi2） 人種別人口構成 - 白人: 97.51% - アフリカン・アメリカン: 1.96% - ネイティブ・アメリカン: 0.19% - アジア人: 1.02% - 太平洋諸島系: 0.04% - その他の人種: 1.87% - 混血: 0.22% - ヒスパニック・ラテン系: 0.14% | 年齢別人口構成 - 18歳未満: 20.9% - 18-24歳: 6.8% - 25-44歳: 23.5% - 45-64歳: 21.4% - 65歳以上: 27.4% - 年齢の中央値: 44歳 - 性比（女性100人あたり男性の人口） - 総人口: 85.1 - 18歳以上: 81.2 世帯と家族（対世帯数） - 18歳未満の子供がいる: 21.6% - 結婚・同居している夫婦: 42.1% - 未婚・離婚・死別女性が世帯主: 12.8% - 非家族世帯: 41.4% - 単身世帯: 36.0% - 65歳以上の老人1人暮らし: 18.9% - 平均構成人数 - 世帯: 2.17人 - 家族: 2.81人 | 収入と家計 - 収入の中央値 - 世帯: 31,884米ドル - 家族: 39,657米ドル - 性別 - 男性: 30,943米ドル - 女性: 21,812米ドル - 人口1人あたり収入: 20,383米ドル - 貧困線以下 - 対人口: 15.0% - 対家族数: 10.5% - 18歳未満: 24.2% - 65歳以上: 7.9% |

## スポーツ

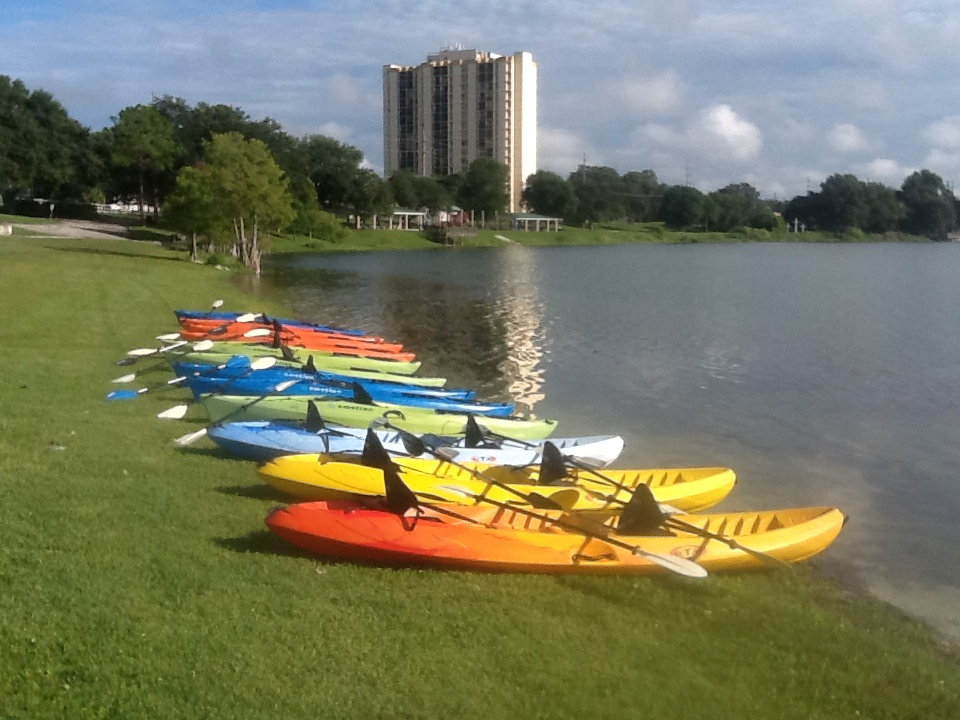
シルバー湖のカヤック

野球ワールドシリーズで6度チャンピオンに導いたニューヨーク・ヤンキースの捕手で監督のラルフ・ホークがウィンターヘイブンに住んでいた。オリンピックで3個の金メダルを取った競泳のロウディ・ゲインズ、オリンピック短距離走で金メダルを取ったケネス・ブロークンバーがウィンターヘイブンで育った。バスケットボールNBAでオールスターに4度選ばれ、オリンピックでも金メダルを得たオーティス・バードソングもウィンターヘイブンで育った。ボクシングのウェルター級チャンピオンアンドレ・ベルトもウィンターヘイブン育ちだった。
市内ではレクリエーション目的や競技目的で多くのスポーツ・イベントが行われ、若者が参加している。ウィンターヘイブン高校は、女子バスケットボールなど、様々なスポーツで州や地区のチャンピオンになってきた。
多くの湖があるので、淡水釣りも盛んである。水上スキーと野球が特に著名なスポーツである。

### 水上スキーの歴史
水上スキーをスポーツとして発展、成長させるのにウィンターヘイブンは重要な役割を果たしてきた。ディック・ポープ・シニアが1930年代に出発したサイプレス・ガーデンズ・テーマパークを宣伝するために水上スキーを使い、水上スキーショーはこの公園の定番になった。ポープは水上スキーでジャンプを完成させた最初の人物であり、1928年に木製ランプを使い、距離にして7.5メートルのジャンプを行った。サイプレス・ガーデンズでのショーを面白くする手段として人間ピラミッドなど、水上スキーのいろいろな多くの見せ物を開発した。その息子であるディック・ポープ・ジュニアは、裸足の水上スキーを普及させた。
ウィンターヘイブン市から水上スキーの殿堂入りした人物が10人居り、世界のどの都市よりも多い。その中には、ディック・ポープ・シニア、ディック・ポープ・ジュニア、リッキー・マコーミック、ジョージ・A・"バナナジョージ"・ブレアが居る。ブレアは1950年代にウィンターヘイブンを訪れて初めてこのスポーツに触れた者であり、水上スキーで幾つか世界記録を持っている。今日、水上スキーと裸足スキーの双方で幾つかのスキー学校があり成功している。年間を通じて、町の周りの湖で水上スキーを練習している人の姿が見られる。

### 野球の春季トレーニング
ウィンターヘイブンは昔からメジャーリーグベースボールの春季トレーニングの場所となってきた。始めはデニソン・スタジアム、その後チェイン・オブ・レイクス野球場が使われている。野球の歴史に残る多くの偉大な選手がグレープフルーツリーグでプレイしていた。その中にはジミー・フォックス、ルー・ゲーリッグ、ウィリー・メイズ、ロベルト・クレメンテ、ジョニー・ベンチ、ハンク・アーロンがいた。
1928年、フィラデルフィア・フィリーズがウィンターヘイブンで春季トレーニングを行った初のメジャーチームとなった。フィリーズがデニソン・スタジアムを建設し、大型で屋根付きの木製スタンドができた。1938年までオープン戦を行っていた。1940年、ニューヨーク・ジャイアンツが1年のみウィンターヘイブンに来た。デニソン・スタジアムが使われなくなると市に寄付され、若者の便に供された。このスタジアムはスタンドを近代化して、フットボール、サッカー、陸上競技などの競技で現在も使われている。
1966年、ボストン・レッドソックスがウィンターヘイブンで春季トレーニングを始めた。新設されたチェイン・オブ・レイクス野球場を使った。この野球場は当時最新の施設だった。レッドソックは26年間ここで春季トレーニングを続けた。1992年、レッドソックスがトレーニング場をフォートマイヤーズに移したので、ウィンターヘイブン市は他の球団を誘致するために動いた。その年後半にハリケーン・アンドリューが、クリーブランド・インディアンスの使っていたホームステッドとトレーニング施設に被害を与えた。インディアンスが新しいトレーニング場を探し、ウィンターヘイブンがその眼鏡に適った。インディアンスはここを11年間使い、2008年に去った。
2008年、インディアンスはチェイン・オブ・レイクス野球場の改修について市と交渉してうまくいかなかったので、アリゾナ州のグッドイヤーにできたばかりの施設に移った。チェイン・オブ・レイクス野球場は現在もラス・マット大学間野球選手権を開催している。この野球場は解体されてランディングスと呼ばれる新しいショッピングセンターとして再開発される予定があったが、その計画もちゅうだんされている。現時点でメジャーリーグベースボールのチームが戻ってくる可能性も少ない。

## 教育

### 公立学校と私立学校
ウィンターヘイブン市の公立学校はポーク郡公共教育学区が運営している。
- チェイン・オブ・レイクス・カレッジエイト高校
- セントポールズ・エピスコパル学校
- オアシス・クリスチャン・アカデミー
- エルバート小学校
- ガーデングローブ小学校
- ガーナー小学校
- インウッド小学校
- ジューエット・スクール・オブ・アーツ（小学校）
- レイクシップ小学校
- ジョン・A・スナイブリー小学校
- ウェストウッド中学校
- ジューエット・アカデミー中学校
- デニソン中学校
- ウィンターヘイブン・シニア高校
- レイクリージョン高校
- フランク・E・ブリガム・アカデミー小学校
- オールセインツ・アカデミー
- ラチェルズスクール・フォア・ザ・カストディアル・アーツ
- マーク・ウィルコックス・センター
- ウィンターヘイブン・クリスチャン学校
- グレース・ルーテル学校
- セントジョセフ・カトリック学校
- チェイン・オブ・レイクス小学校
- イーグルレイク小学校
- ワーネタ小学校

### 高等教育機関
- ポーク州立カレッジ

## メディア
ウィンターヘイブン市はタンパ/セントピート・テレビ市場に入っており、その大きさは国内第13位である。またラジオではレイクランド・ウィンターヘイブン・ラジオ市場に入り、その大きさは国内第94位である。
地方新聞は「ニューズ・チーフ」である。

## 交通

### 道路
- アメリカ国道17号線 - 南北方向の幹線道、北はレイクアルフレッドで国道92号線と接続し、南はバートウにつながる
- アメリカ国道27号線 - 市の東を南北に通り、北の州間高速道路4号線との交差でレゴランド・フロリダへの重要なアクセスになっている
- フロリダ州道540号線 - 市内南部をサイプレス・ガーデンズ・ブールバードとして東西に通り、西はレイクランドとポーク・パークウェイに、町の東でレゴランド・フロリダ傍をとおり、その先は国道27号線に通じる
- フロリダ州道542号線 - セントラル・アベニューとしてウィンターヘイブン市の中央を東西に横切る、東はダンディで国道27号線に接続する
- フロリダ州道544号線 - 市内北部から西のオーバーンデールに接続し、ここからヘイブンデール・ブールバードとなり、東にはヘインズシティに向かう景観道路である

中心街の道路は格子状に配置されている。1番通り（州道549号線）が南北軸でありここから東西にそれぞれ番号付き道路が並ぶ。セントラル・アベニュー（州道542号線）が東西軸であり、ここから南北に平行するアルファベット順の道路が並ぶ。

### 鉄道
ウィンター・ヘイブン駅にはアムトラックの列車が停車する。。地元の通勤バス便はウィンターヘイブン地域交通とシトラス・コネクションが運行している。

### 空港
ウィンターヘイブン・ギルバート空港と、隣接するジャック・ブラウン水上飛行機基地が中央事業地区から北西に5キロメートルの位置にある。

## 医療
- ウィンターヘイブン病院
- リージェンシー医療センター - ウィンターヘイブン病院の女性センター
- ボンド・クリニック
- ジェスラー・クリニック

## 姉妹都市
- イタリア、サンブーカ・ディ・シチーリア、1984年にサンブーカ・ディ・シチーリアのアランチョ湖で水上スキーのワールドカップが開催されたのを期に姉妹都市が結ばれた。